# Енні Буллер

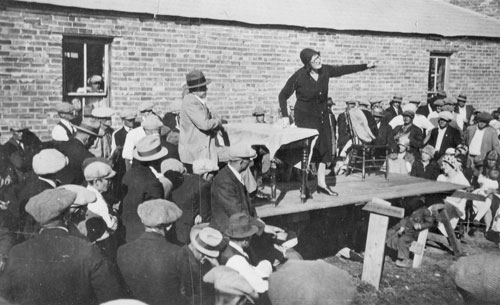
Енні Буллер звертається до натовпу перед Естеванським бунтом

Енні Буллер (9 грудня 1895 , Монреаль, Квебек  — 19 січня 1973 ), також відома як Енні Буллер-Ґуральнік, була організаторкою профспілок, а також співзасновницею Комуністичної партії Канади (КПК) і менеджеркою багатьох публікацій КПК.

## Перші кроки
Енні С. Буллер народилася 9 грудня 1895 року в Україні в єврейській родині з трьома братами. Її батько був теслею. Вона емігрувала до Монреаля разом із батьками на початку 1900-х років. Вона стала політично активною в соціалістичній політиці під час Першої світової війни та пішла за своєю подругою Беккі Бухай (1896—1953), щоб вивчати марксистську ідею у Школі соціальних наук Ренда в Нью-Йорку. У травні 1920 року Елджернон Лі, освітній директор, очолив випуск другого за величиною класу в Ренді, серед членів якого були: Джон Дж. Бардслі, Вільям Д. Бавелар, Енні С. Буллер, Луїс Коен, Гаррі А. Дурлауф., Клара Фрідман, Ребека Голдберг, Вільям Грінспун, Ізабелла Е. Холл, Аммон А. Хенсі (Аммон Хеннасі), Гедвіг Холмс, Енні Кронхардт, Анна П. Лі, Вікторія Левінсон, Елсі Лінденберг, Селма Мелмс, Хайман Небек, Берта Рувінскі, Селія Самородін, Мей Шифф, Естер Т. Шеміц, Натан С. Співак, Естер Сільверман, Софія Рудерман і Клара Волтерс.

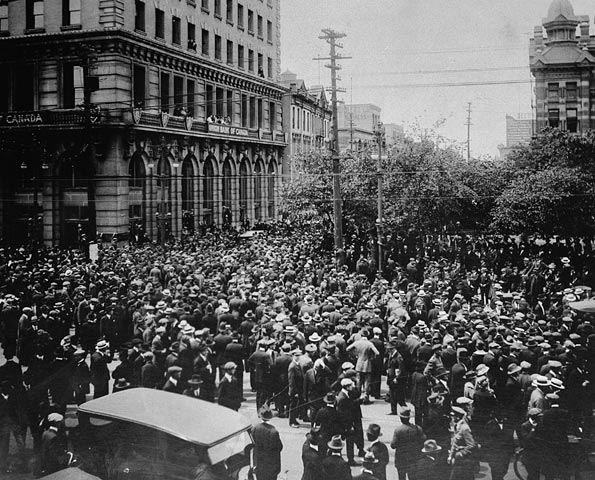
Буллер підтримує Вінніпезький загальний страйк(21 червня 1919 року): біля старої ратуші збирається натовп

Енні Буллер допомагала збирати кошти в Нью-Йорку для канадців, які брали участь у Вінніпезькому загальному страйку.

## Кар'єра
До 13 років Буллер працювала на тютюновій фабриці по 12 годин на день, 6 днів на тиждень. У 16 років вона стала продавчинею в «Магазині за п'ять копійок». До 17 років вона працювала в універмазі Almy, де стала головною продавчинею фарфору та скляного посуду. Разом з Бухай вона стала членкинею соціалістичної молоді.

### Монреальський трудовий коледж
У 1920 році, після повернення до Монреаля зі школи Ренд у Нью-Йорку, Буллер, Бухай, її однокурсниця Белла Голд (1878—1961) та інші заснували Монреальський трудовий коледж. Вони створили школу за зразком школи Ренд і Британської плебс-ліги. До організаційного комітету увійшли: Буллер, Бекі Бухай, брат Бекі Майк Бухай, Белла Голд, місіс Франкель, Майк Гарбер з Революційної комуністичної партії Канади (CPR), Натан Мендельсон, Джордж Ллойд, Дік Керріган, Білл Лонг і Сільвія Робертсон. Серед запрошених професорів був Скотт Нірінг.

### Профспілкова організація

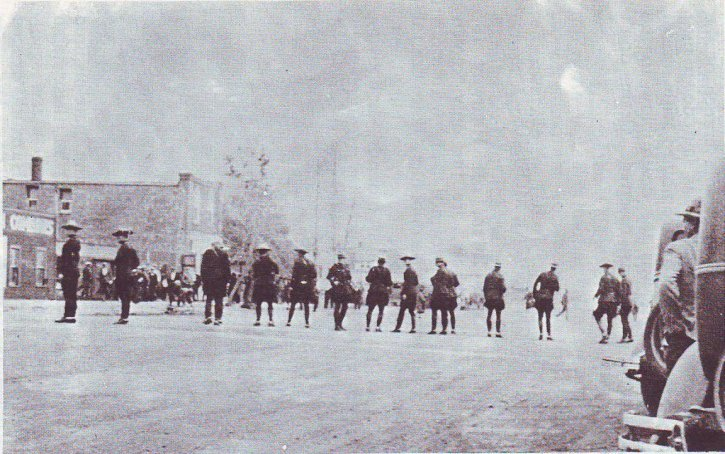
Фото з Естеванського бунту, який підтримала Буллер (1931)

Протягом 1920-х років Буллер працювала профспілковою організаторкою і багато подорожувала Канадою, організовуючи торгівлю голками та підтримуючи шахтарів і металургійних робітників. У 1931 році вона очолила загальний страйк за покращення заробітної плати та умов праці для кравчинь у Торонто. У середині 1920-х років вона стала директоркою газети «Робітник».
Після Естеванського бунту шахтарів 1931 року Буллер виступила на підтримку створення Профспілки шахтарів Канади. 23 лютого 1932 року на попередньому слуханні про бунт її було засуджено. 10 березня 1933 року розпочався повторний суд; знову її засудили та ув'язнили на один рік без штрафу у в'язниці Північного Батлфорда. Наприкінці 1930-х років вона керувала партійною газетою Mid-West Clarion у Вінніпезі до її придушення відповідно до Закону про військові заходи (Правила захисту Канади). У 1940 році під час репресій проти членів Комуністичної партії Буллер було заарештовано разом з Луїсом Губерманом і Джоком Макнілом і ув'язнений у Портідж-ла-Прері (1940—1942). Її чоловік Гаррі Ґуральнік також був інтернований у той час.
Після звільнення з в'язниці вона приєдналася до Домініону Комуністично-трудового комітету тотальної війни в Манітобі. Вона брала участь у першому національному з'їзді робітничо-прогресивної партії, коли її обрали до Національного комітету.

### Політична організація

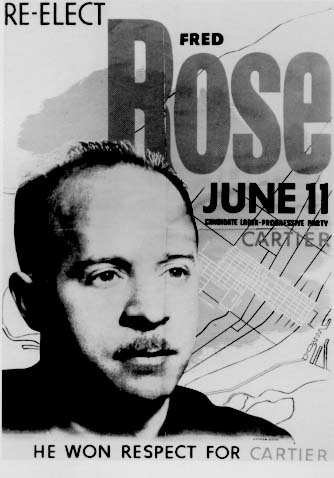
Буллер — співзасновниця Комуністичної партії Канади та робітничо-прогресивної партії (передвиборчий плакат Фреда Роуза)

Виникши завдяки зусиллям у Монреальському трудовому коледжі, Буллер стала співзасновником Комуністичної партії Канади в Монреалі. У серпні 1931 року уряд Канади оголосив партію незаконною і засудив вісьмох партійних лідерів до 37 років (в середньому 4-5 років кожному) ув'язнення.
Буллер кілька разів балотувалася на державні посади. У 1932 році вона балотувалася до міської ради Торонто як кандидат від Об'єднаного фронту робітників. У 1952 році вона балотувалася як кандидат від Прогресивної лейбористської партії в Сент-Полсі та знову в 1956 році (у віці 61 року) у районі Спадина.
Після Другої світової війни Буллер продовжувала брати участь у діяльності КПК, наприклад, у кампаніях зі зниження цін, організованих Національною жіночою комісією та Асоціацією домогосподарок.
Вона залишалася активною в КПК до свого виходу на пенсію з публікації наприкінці 1950-х років. У 1955 році Буллер і Гуральник відвідали Радянський Союз. Вона відвідала автозавод імені Сталіна в Москві. Буллер написала, що вона отримала «велике враження» від організації робітників заводу та їхніх умов праці.
Протягом 1960-х років вона брала активну участь у русі проти війни у В'єтнамі. 

## Особисте життя і смерть

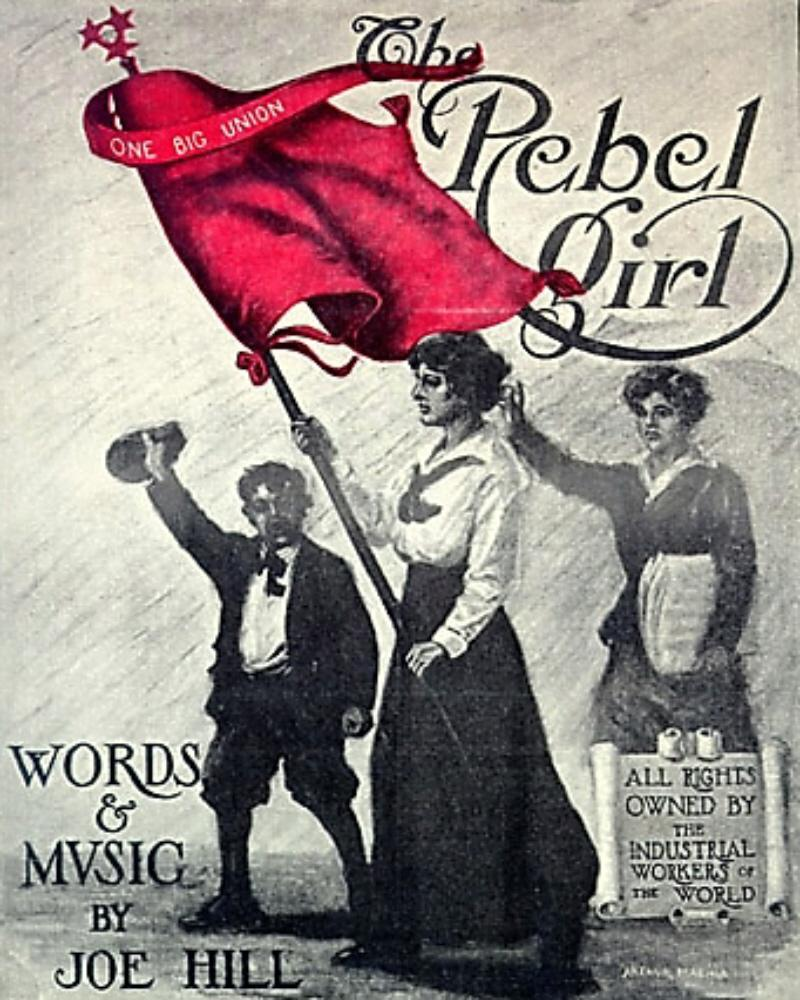
Буллер товаришувала з активісткою IWW/CPUSA Елізабет Герлі Флінн (натхнення для пісні Джо Гілла «The Rebel Girl» (1915)

Буллер вийшла заміж за Гаррі Гуральніка (помер у 1972 році), активіста Єврейської трудової ліги; у них був син Джиммі.
Буллер познайомилася та товаришувала зі «своєю американською колегою» Елізабет Герлі Флінн, яка підтримувала зусилля Буллер у написанні та публічних виступах. Буллер писала про справи, які підтримувала Флінн, зокрема про Сакко та Ванцетті.
Буллер також товаришувала з уродженкою Франції Жанною Корбін (приблизно 1909–травень 1944).
Буллер померла 19 січня 1973 року. Вільям Каштан, генеральний секретар КПК, виступив на її похороні.

## Спадок
Член CPC Джон Вейр телефонував Розі Люксембург і Елізабет Герлі Флінн з приводу Буллер з Канади.
Буллер, подруга Беккі Бухай і попередниця Флоренс Кустанс були одними з небагатьох жінок на початку КПК: Буллер і Бухай «стали символізувати жіноче лідерство в КПК протягом наступних тридцяти років».

## Праці
Статті:
- «Шлях боротьби: кравчині Торонто» (1951)[8]
- «Славна спадщина канадських жінок» (1952)[9]
- «Сем Скарлетт» (без дати)[10]
- «Міжнародний жіночий день» з Флоренс Теодор (1953)[11]